# Episodi di Hazzard (quinta stagione)
La quinta stagione della serie televisiva Hazzard è composta da 22 episodi ed è stata trasmessa da CBS dal 24 settembre 1982 al 25 marzo 1983.
| nº | Titolo originale                     | Titolo italiano                      | Prima TV USA      | Prima TV Italia |
| -- | ------------------------------------ | ------------------------------------ | ----------------- | --------------- |
| 1  | The New Dukes                        | Sempre due sempre Duke               | 24 settembre 1982 |                 |
| 2  | Dukes Strike It Rich                 | Non è tutto oro quel che luccica     | 1º ottobre 1982   |                 |
| 3  | Lawman of the Year                   | Sceriffo dell'anno                   | 8 ottobre 1982    |                 |
| 4  | Coy meets Girl                       | Una sbandata per Coy                 | 15 ottobre 1982   |                 |
| 5  | The Hazzardgate Tape                 | Giù le mani da Hazzard               | 22 ottobre 1982   |                 |
| 6  | Big Daddy                            | Legami di sangue                     | 29 ottobre 1982   |                 |
| 7  | Vance's Lady                         | Due bracci destri molto sinistri     | 5 novembre 1982   |                 |
| 8  | Hazzard Hustle                       | La sala corse                        | 12 novembre 1982  |                 |
| 9  | Enos in Trouble                      | Smeraldi in fricassea                | 19 novembre 1982  |                 |
| 10 | The Great Insurance Fraud            | Un truffatore truffato               | 26 novembre 1982  |                 |
| 11 | A Little Game of Pool                | Generale per posta                   | 3 dicembre 1982   |                 |
| 12 | The Treasure of Soggy Marsh          | Bottino d'annata                     | 10 dicembre 1982  |                 |
| 13 | The Revenge of Hughie Hogg           | Il male minore                       | 17 dicembre 1982  |                 |
| 14 | The Return of the Mean Green Machine | Picnic a sorpresa                    | 7 gennaio 1983    |                 |
| 15 | Ding, Dong, the Boss Is Dead         | Di morte si può campare              | 21 gennaio 1983   |                 |
| 16 | Coy vs. Vance                        | Un amore acrobatico                  | 4 febbraio 1983   |                 |
| 17 | Comrade Duke                         | Un asilo per l'atleta                | 11 febbraio 1983  |                 |
| 18 | Witness: Jesse Duke                  | Tanto cieco da testimoniare          | 18 febbraio 1983  |                 |
| 19 | Welcome Back, Bo 'n' Luke            | Un gradito ritorno                   | 25 febbraio 1983  |                 |
| 20 | Big Brothers, Duke                   | Soldi e capretta accoppiata perfetta | 4 marzo 1983      |                 |
| 21 | Farewell, Hazzard                    | Disastrosa complice                  | 11 marzo 1983     |                 |
| 22 | Daisy's Shotgun Wedding              | Dalla padella alla brace             | 25 marzo 1983     |                 |

## Sempre due sempre Duke
- Titolo originale: The New Dukes
- Diretto da: Paul Baxley
- Scritto da: William Raynor e Miles Wilder

### Trama
Per Boss, nemmeno il tempo per festeggiare la partenza di Bo e Luke, che si ritrova due nuovi cugini Duke, tornati dopo sei anni: Vance e Coy, che Boss reputa peggiori dei precedenti. Intanto dopo due anni torna Enos, che dividerà ruolo, auto e paga di vicesceriffo con Cletus. Ma tutto questo non fermerà i loschi piani di Boss che, con "l'ignobile macchina verde" (un veicolo un po' carroarmato e un po' ruspa) guidata da Hatfield e Scroggins, vuole impadronirsi di due matrici di cento dollari in transito ad Hazzard. Ma i due lo tradiranno.

## Non è tutto oro quel che luccica
- Titolo originale: Dukes Strike It Rich
- Diretto da: Don McDougall
- Scritto da: Jim Rogers

### Trama
I Morton sono una giovane coppia truffata da Boss Hogg che ha venduto loro un appezzamento di terreno paludoso confinante coi Duke, spacciandolo per rigogliosa fattoria. I Duke faranno in modo che Boss creda che in quel terreno ci siano pepite d'oro, così che ricompri il terreno e restituisca i soldi ai Morton.

## Sceriffo dell'anno
- Titolo originale: Lawman of the Year
- Diretto da: Denver Pyle (Zio Jesse)
- Scritto da: William Raynor e Miles Wilder

### Trama
Rosco si autocandida per sceriffo dell'anno: inizia a liberare Daisy arrestata poc'anzi per eccesso di velocità e disobbedisce a Boss che vuole Vance e Coy in prigione. Ma questo non ferma Boss che vuole la gioielleria rapinata e quando i suoi due scagnozzi la rapinano, con dinamite presa dalla cava di Boss, se ne vanno con il maltolto. I Duke provano a fermarli.

## Una sbandata per Coy
- Titolo originale: Coy meets Girl
- Diretto da: James Sheldon
- Scritto da: Martin Roth

### Trama
Bobby Lee Jordan (Michele Greene) è una ragazzina fuggita da un orfanotrofio, che si nasconde nel furgone noleggiato da Vance e Coy per portare mobili. Ma due tipacci, incaricati da Boss, lo rapinano lasciando i Duke a piedi. Mentre Vance trova un passaggio da un motociclista, Coy salva Bobby Lee, sfuggita ai due tipacci, dalle sabbie mobili e lei se ne innamora. La sua testimonianza salverà Vance e Coy dalla prigione.

## Giù le mani da Hazzard
- Titolo originale: The Hazzardgate Tape
- Diretto da: Bob Sweeney
- Scritto da: Bruce Howard

### Trama
Boss Sharkey, Boss Hopkins e Boss Bowman sono ospiti a casa di Boss Hogg, che lamentano un calo di traffici illeciti a causa dell'autostrada che passa solo presso Hazzard, ma Boss Hogg si rifiuta d'aiutarli. Boss Sharkey decide di eliminarlo, Vance e Coy lo scoprono provando ad aiutare Boss Hogg, videoregistrando i discorsi compromettenti degli altri tre Boss.
- Curiosità: ospite finale della puntata il cantante country Mel Tillis che esegue Stay a little longer. Inoltre Rosco menziona a Enos l'assenza per ferie di Cletus Hogg, in realtà cancellato dalla serie.

## Legami di sangue
- Titolo originale: Big Daddy
- Diretto da: Hollingsworth Morse
- Scritto da: Bruce Howard

### Trama
Previa lettera, arriva ad Hazzard il padre di Boss Hogg: da quel momento Boss farà di tutto per sembrare onesto, leale e "buon samaritano", aiutando i bisognosi. Ma l'autista di papà Hogg, Jenkins, d'accordo con lui, rapina i 50.000 dollari dalla cassaforte di Boss, fuggendo sul Generale Lee guidato da Vance.

## Due bracci destri molto sinistri
- Titolo originale: Vance's Lady
- Diretto da: James Sheldon
- Scritto da: Martin Roth

### Trama
Jenny è l'ex fidanzata di Vance, lasciata perché cittadina, che arriva ad Hazzard senza un apparente motivo. In realtà, lavorava per il senatore Maynard, scoprendo i suoi traffici illeciti, quindi il senatore le ha messo alle costole due pericolosi sicari, perché scomoda testimone. I Duke e, poi, Boss, Rosco e Enos la aiuteranno.

## La sala corse
- Titolo originale: Hazzard Hustle
- Diretto da: Don McDougall
- Scritto da: Si Rose

### Trama
Boss, Rosco e il tecnico Swifty Barnes impiantano una sala corse clandestina nella vicina contea di Rapaho, utilizzando il numero telefonico dei Duke, così la colpa cade su di loro. Ma "Big" Billie Tucker, nuovo boss al femminile della contea di Rapaho, e il suo erculeo assistente, Bull, vogliono una parte dei guadagni, minacciando prima Boss e poi i Duke. Ma l'idea di Vance cancellerà la sala corse.

## Smeraldi in fricassea
- Titolo originale: Enos in Trouble
- Diretto da: Paul Baxley
- Scritto da: Si Rose

### Trama
Vance e Coy accompagnano Enos a riprendere il baule rispedito dalla California, ma due delinquenti mascherati li aggrediscono senza successo. A casa Duke, Daisy scoprirà due manciate di smeraldi dentro una torcia non funzionante. Vance ne informa Enos, che successivamente viene rapito dai due aggressori. Boss vuole gli smeraldi, rinunciando al progetto di tavole calde di maiale in fricassea. 

## Un truffatore truffato
- Titolo originale: The Great Insurance Fraud
- Diretto da: Denver Pyle
- Scritto da: William Raynor e Miles Wilder

### Trama
Rosco blocca Ward Davies, con un finto stop elettronico, e gli propina l'ultima trovata di Boss Hogg: una polizza assicurativa sulla vita. Più tardi, lo stesso Davies simula un mortale incidente d'auto, coinvolgendo casualmente il Generale Lee guidato da Coy, che ne rimane sconvolto. Lavinia, la donna di Davies, si presenta da Boss per reclamare il milione di dollari di premio. I Duke cercano la verità.

## Generale per posta
- Titolo originale: A Little Game of Pool
- Diretto da: Mark Warren
- Scritto da: William Raynor e Miles Wilder

### Trama
Dopo aver cercato di rubare e comprare il Generale Lee, per rapinare e gareggiare, Boss Hogg costringe zio Jesse a scommetterlo in una partita a biliardo. Boss, però, simula un incidente al braccio destro e ingaggia il professionista Chickasaw Thins che batte zio Jesse. Ma la sua finzione non dura, così i Duke recuperano il Generale ormai dipinto di nero, dai due ricercati che finiscono in cella.

## Bottino d'annata
- Titolo originale: The Treasure of Soggy Marsh
- Diretto da: Jame Sheldon
- Scritto da: William Raynor e Miles Wilder

### Trama
Nel lago di Soggy Marsh sono immersi da dieci anni i cinque milioni di una rapina in una banca di Atlanta. Boss Hogg vuole quel bottino, quindi incarica gli ex galeotti Gregory e Pruitt, che poi lo tradiranno, per recuperarlo. Per fare questo, Boss vuole alla larga Enos, che viene spedito a tracciare spartitraffici, e i Duke, che con uno stratagemma finiscono nelle carceri dello sceriffo Little a Chickasaw.

## Il male minore
- Titolo originale: The Revenge of Hughie Hogg
- Diretto da: Don McDougall
- Scritto da: Martin Roth

### Trama
Hughie Hogg piomba ad Hazzard e, grazie ad una registrazione e ad una foto riguardante l'acquisto illegale di segreterie telefoniche di suo zio Boss, ricatta lo zio affinché lo appoggi per le imminenti elezioni di sceriffo di Hazzard. Rosco, sceriffo uscente, trova appoggio nei Duke che lo considerano "il male minore" rispetto a Hughie, che tenta coi suoi due soliti compari di ostacolarli con ogni mezzo.

## Picnic a sorpresa
- Titolo originale: The Return of the Mean Green Machine
- Diretto da: Paul Baxley
- Scritto da: Martin Roth

### Trama
Mentre Vance e Coy sono ad un picnic con due bellezze locali, Vance scorge strane tracce sulla terra: pare appartengano a "l'ignobile macchina verde", come confermerà Cooter. L'evaso Hatfield, con il nuovo complice Baxter, la condurrà per una rapina agli ordini di Boss Hogg come l'altra volta: stavolta dove ad Hazzard è in mostra l'oro degli Stati Uniti. I Duke e il tradito Boss provano a fermarlo.

## Di morte si può campare
- Titolo originale: Ding, Dong, the Boss Is Dead
- Diretto da: Hollingsworth Morse
- Scritto da: William Raynor e Miles Wilder

### Trama
Vance e Coy aiutano Matt e Lorna, con il motore in panne, a raggiungere Hazzard, dove tentano di eliminare Boss Hogg su ordine di Floyd Calloway, che Boss aveva mandato in prigione per contrabbando di whiskey, anni prima. Ma i tentativi di Matt e Lorna falliscono, grazie al tempestivo intervento dei Duke. Scoperto tutto, i Duke inscenano un finto funerale per salvare Boss.

## Un amore acrobatico
- Titolo originale: Coy vs. Vance
- Diretto da: Sorrell Booke
- Scritto da: Si Rose

### Trama
Coy stringe una relazione con Billie Ann Baxley che, con la sorella Kate, forma un duo di motocicliste acrobatiche nella fiera vicina. Vance non vede di buon occhio questa relazione, data la poca conoscenza, e ciò indispettisce Coy che lascia la fattoria. Inoltre due finti poliziotti in moto, piombano ad Hazzard rapinando autisti, fra cui Boss e Rosco: sono le due motocicliste. Per Coy sarà una dura verità.

## Un asilo per l'atleta
- Titolo originale: Comrade Duke
- Diretto da: Don McDougall
- Scritto da: William Raynor e Miles Wilder

### Trama
Da una corriera di ginnasti sovietici, ferma da Cooter per un guasto, la giovane Natasha fugge da un finestrino e si nasconde nel riparato furgone di zio Jesse. Borov e Androvich, due tutori, tornano per cercarla e si rivolgono a Boss Hogg. I Duke la aiutano a chiedere asilo a Detroit, dove vive sua zia, ma per far ciò devono usare l'aereo pilotato da Daisy, dato che il suo istruttore, Darcy, è stato ferito dai russi.

## Tanto cieco da testimoniare
- Titolo originale: Witness: Jesse Duke
- Diretto da: Hollingsworth Morse
- Scritto da: Bruce Howard

### Trama
Zio Jesse, a Capitol City per un prestito, s'imbatte in uno di due rapinatori, smascherandolo: questo lo colpisce, rendendo Zio Jesse cieco, forse per sempre. I Duke ne sono sconvolti, anche Boss Hogg che lo ospita a casa sua: lo lascerà solo per un affare di pompe di benzina truccate. Ma tornerà, rimettendoci diecimila dollari, perché i due rapinatori, scoperto tutto, sono ad Hazzard per eliminarlo. 

## Un gradito ritorno
- Titolo originale: Welcome Back, Bo 'n' Luke
- Diretto da: Hollingsworth Morse
- Scritto da: Len Kaufman e Myles Wilder

### Trama
Durante l'elezione di "Miss tre-contee" piombano Bo e Luke, tornati dal circuito NASCAR per restare: nostalgia, ma anche perché Vance e Coy, previa lettera, hanno ricevuto la richiesta di ritornare da zia Betty. Cooter, però, non nasconde di avere qualche problema: per pagare le ingenti somme a Boss Hogg, che vuole il garage per un centro commerciale, deve lavorare giorno e notte. Ma poi glielo venderà perché accusato dell'incidente al veterano pilota Petey, in realtà sabotato dal suo secondo Joey per denaro. I Duke indagano e scopriranno tutto.
- Curiosità: Joey è interpretato dall'attore Chuck Wagner, famoso per essere il personaggio principale di Automan.
- Anche se in quell' episodio vedevano il loro gradito ritorno di Bo e Luke (John Schneider e Tom Wopat),  verso la fine della sigla iniziale di "Hazzard" quella originale si poteva sentire e udire ancora il celebre urlo "YEAAAH HAHAAAAA!!!", gridati da la Coy e Vance (Byron Cherry e Christopher Mayer).

## Soldi e capretta accoppiata perfetta
- Titolo originale: Big Brothers, Duke
- Diretto da: Denver Pyle
- Scritto da: Martin Roth

### Trama
Andy Slocum è un ragazzo difficile che non esita a rubare e cui Bo e Luke decidono di fare da fratelli maggiori. Intanto Boss Hogg ricetta i soldi da un rapinatore, poi fermato dall'FBI, per rivenderli a Barney, un ricettatore senza scrupoli. Andy, col furgone di zio Jesse, ritrova casualmente la capretta fuggita dei Duke e scopre il nascondiglio di quei soldi, rapinati ad Atlanta: farà la cosa giusta.

## Disastrosa complice
- Titolo originale: Farewell, Hazzard
- Diretto da: Don McDougall
- Scritto da: Si Rose

### Trama
Un elicottero rallenta i Duke così non arrivano a pagare l'ipoteca in tempo, perdendo la fattoria. Boss Hogg, che possiede già altre fattorie, vuole costruire una nuova Hazzard col nuovo socio L.S. (Lisa Sue) Pritchard, un finanziere in gonnella che ha simpatia per Luke. Ma agli sfrattati Duke tutto questo non piace e, indagando, scoprono il vero progetto di L.S. Pritchard: impadronirsi del carbone nel sottosuolo.

## Dalla padella alla brace
- Titolo originale: Daisy's Shotgun Wedding
- Diretto da: Paul Baxley
- Scritto da: Si Rose

### Trama
I viscidi Beaudry, padre e due figli di cui uno tonto, ma molto forte (Milo), sono chiamati a malincuore da Boss Hogg perché in ritardo con le consegne di whiskey. Milo adocchia Daisy e con Bo e Luke scatta la rissa, devastando il Boar's Nest. Daisy non sopporta più la loro protezione e se ne va dall'amica Sally Jo, ma viene rapita dai Beaudry, perché Milo la vuole sposare contro ovviamente il parere di lei e fuggono con l'auto di Rosco con sopra Flash dopo aver pure derubato Boss Hogg. Bo e Luke la troveranno grazie agli alianti di due amici.